# Prebase
In matematica, e più precisamente in topologia, una prebase (o sottobase) è una particolare collezione di aperti di uno spazio topologico che ne determina la topologia. Il concetto è strettamente collegato a quello di base.

## Definizione
Una prebase di una topologia {\displaystyle {\mathcal {T}}} per un insieme {\displaystyle X} è una famiglia  {\displaystyle {\mathcal {S}}} di insiemi aperti, ovvero {\displaystyle S\subseteq {\mathcal {T}}}, tale che la famiglia delle intersezioni finite di elementi di {\displaystyle {\mathcal {S}}} è una base della topologia di {\displaystyle X}, cioè l'insieme {\displaystyle \left\{X\in {\mathcal {T}}|\exists X_{1},X_{2},...,X_{n}\in S,X=\bigcap _{i=1}^{n}X_{i}\right\}} deve essere una base per {\displaystyle {\mathcal {T}}}.

## Proprietà
Dato un ricoprimento S di un insieme X  è possibile definire una topologia su {\displaystyle X} di cui S è una prebase. La topologia può essere definita in vari modi equivalenti:
- la topologia meno fine fra tutte quelle che contengono {\displaystyle {\mathcal {S}}},
- la topologia generata dall'insieme {\displaystyle {\mathcal {B}}} delle intersezioni finite degli elementi di {\displaystyle {\mathcal {S}}} (che risulterà una base di tale topologia)
- la topologia i cui aperti sono unioni (di cardinalità arbitraria) di elementi di {\displaystyle {\mathcal {B}}}